# Marie-Thérèse Humbert
Marie-Thérèse Humbert (Quatre Bornes, 17 de julho de 1940 ) é uma escritora de Maurícia.
Mudou-se a França em 1968 e estudou na Sorbonne e na Universidade de Cambridge.
Foi candidata socialista em Indre e Saint-Julien-de-Vouvantes.